# 紐約交通

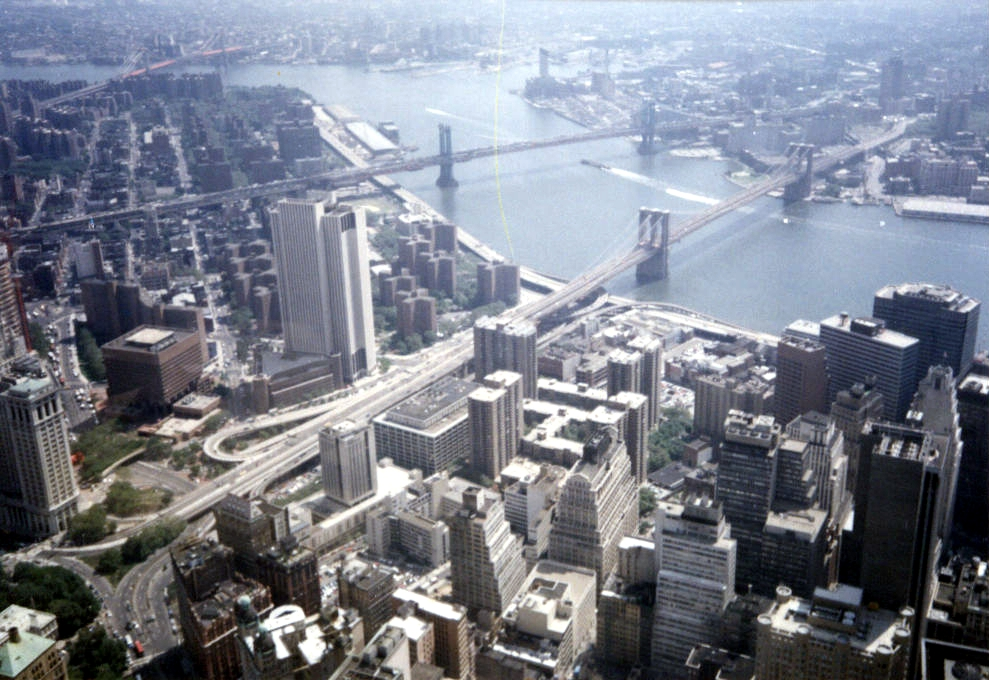
橋樑及隧道為曼哈頓島重要的聯外要道。

紐約都會區的交通運輸十分的複雜及多樣。由於其為美國最大、最擁擠的城市，亦為世界上最大的大型都會區所在，因此該市的交通流量十分龐大。每逢尖峰時段或假日，經常會有大量人潮、車潮流動於市中心曼哈頓內或五大區之間，經常導致市區內各重要幹道及重要的連外橋樑，出現交通阻塞的情形。
紐約市與其周邊地區的交通流量龐大，因此以紐約市為中心的紐約都會區也有著由各州政府獨自或互相合作成立的單位負責提供大紐約地區的交通需求。紐約州、新澤西州、與康乃狄克州有著大量的通勤上班族，每天對大紐約地區有著非常大的運輸需要，這更使得大紐約地區擁有全美國最發達的大眾運輸系統。而相較於美國其他大部分都市（尤其是洛杉磯）以車代步的交通方式，紐約人主要是搭乘公車、地鐵及渡輪上下班，而其中，紐約地鐵是世界上最大的公共運輸系統之一。此外，目前亦有可以共通使用於紐約地鐵與公車之間的磁卡票證系統—MetroCard，係紐約市政府為了推廣大眾捷運交通而實施的乘客優惠制度。由於這項改革使紐約地鐵與公車間的轉乘更為方便，因此廣受市民及遊客歡迎。在1997年該卡當發行不久時，紐約大眾運輸系統的乘客人數就已經達到了2700萬人次。
此外，由於紐約市境內河流港灣錯綜複雜，因此橋樑及隧道數量眾多，是其一大特色。這些橋樑及隧道對紐約的發展貢獻甚鉅，尤對四面環水的曼哈頓島來說更是如此，因為橋樑是民眾往來市中心（即曼哈頓）及郊區間的必經通道，隧道亦然。但每逢上下班尖峰時刻，橋樑和隧道反而變成了交通瓶頸。
除了都會區內交通發達之外，紐約市與全美各地的往來亦十分頻繁，透過發達、複雜的鐵公路網，紐約居民得以更快速、方便的往返全國各座都市。此外紐約也由於地處美國工商業最為發達的東北部，距離歐洲也較近，又接近全球最繁忙的北大西洋航線，故不論是與歐洲各地間的空運及海運交通，均十分繁忙。

## 鐵路

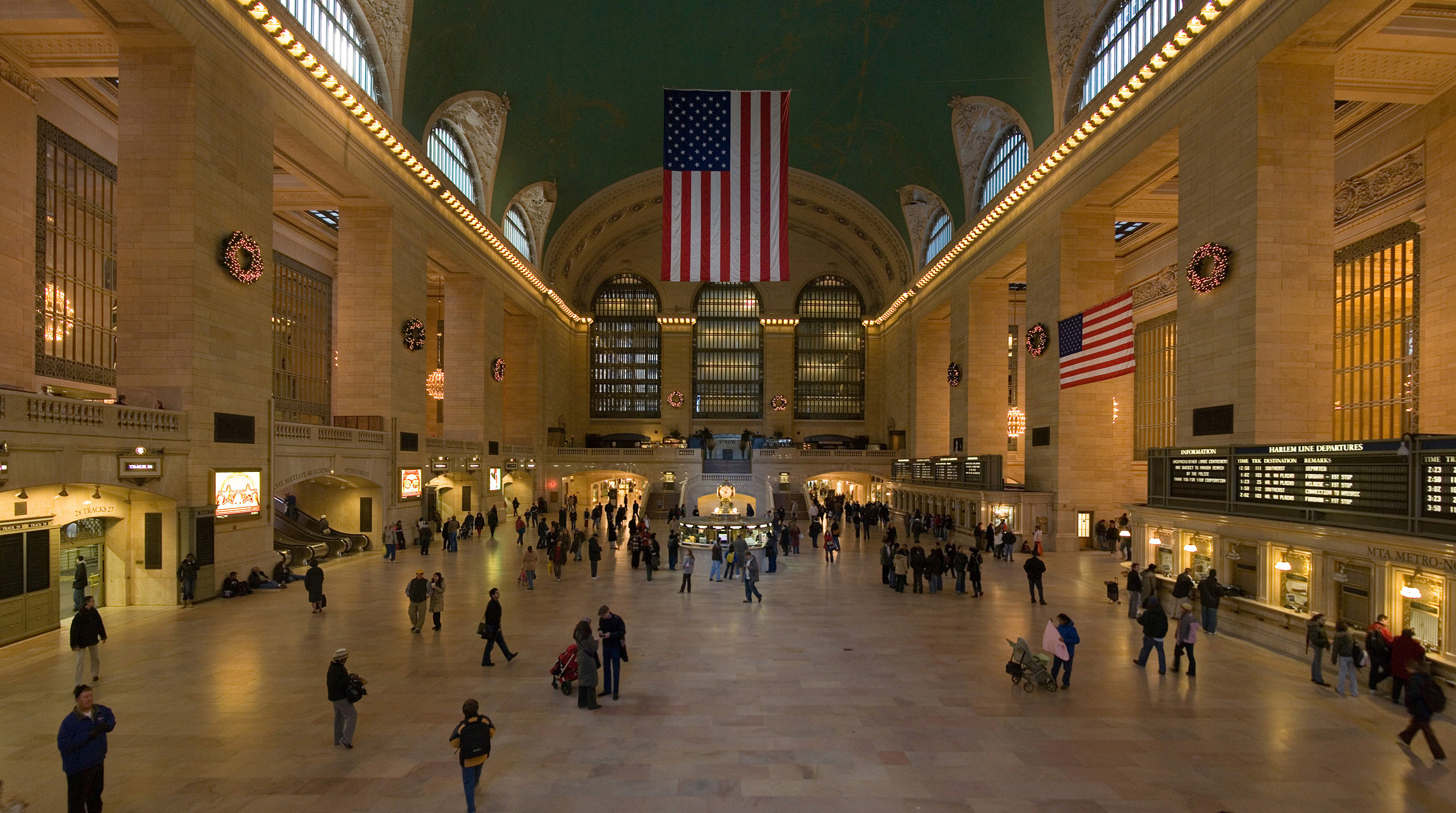
大中央車站是紐約市重要的交通樞紐，有數條鐵路及地鐵交會於此站。

紐約與芝加哥同為美國重要的鐵路樞紐。鐵路在紐約發展史上及對今日紐約交通貢獻極大，不但是今日大紐約地區重要的運輸環節，亦為使紐約得以從1820年的12.3萬人口發展成今日800多萬人口大都會的主力之一。
紐約地區的鐵路發展史始於19世紀初。當時波士頓鐵路的通車，威脅到紐約的經濟地位，因此紐約人下定決心開始建造鐵路系統以與之抗衡。1832年伊利鐵路獲准興建，1851年建至伊利湖。同年哈德遜河鐵路延伸至紐約州首府奧爾巴尼，隔年又完成了一條。後來哈德遜鐵路和奧爾巴尼至水牛城間的七條鐵路並稱為紐約中央鐵路。目前該系統由纽约大都会运输署管理。1871年，美國鐵路大王范德比爾特在曼哈頓中城42街設了一座火車站，後因容量不足而撤除。1902年，市議會通過法案禁止蒸氣火車進入紐約市區。紐約中央鐵路公司於是開始進行鐵路地下化工程。1913年，新的大中央車站落成於42街及公園大道路口，取代了原先的舊站。賓夕法尼亞鐵路建造的賓夕法尼亞車站也在此時落成，從此進入了鐵路運輸的黃金時代。但過了二十世紀中葉，航空及高速公路的發展，威脅了鐵路運輸的運輸地位。大紐約地區的鐵路系統運輸功能，開始轉為以都會區的通勤為主。

### 通勤鐵路

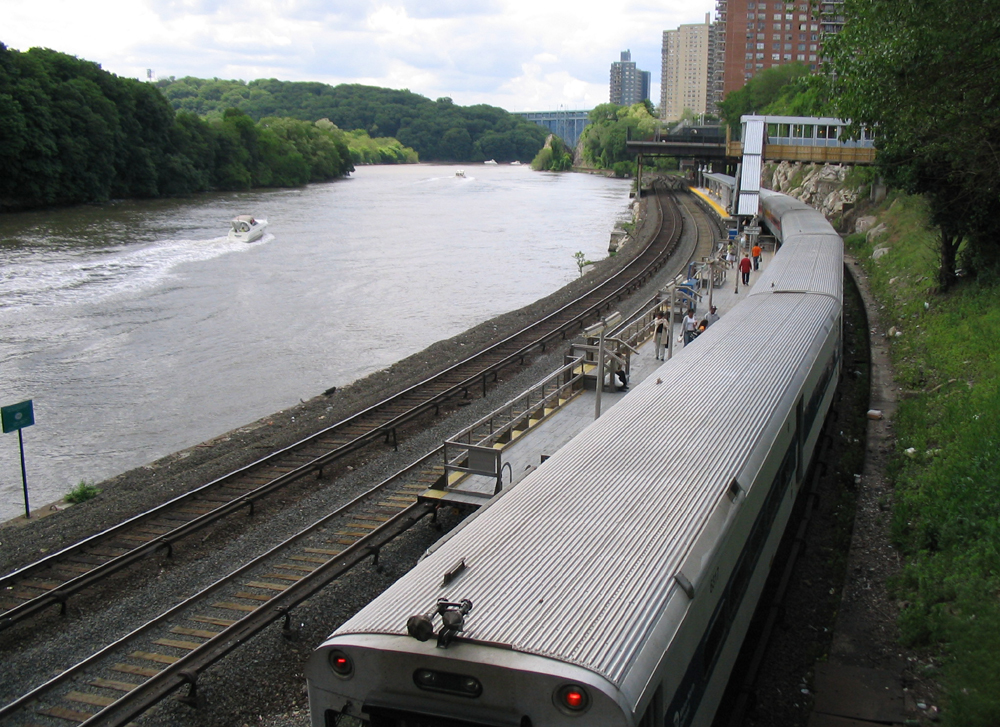
一個位於曼哈頓的大都會北方鐵路車站

纽约大都会运输署（Metropolitan Transportation Authority，簡寫MTA）营运及维护紐約地區之通勤鐵路，其中主要的有大都会北方铁路与长岛铁路，並擁有位於曼哈頓的大中央車站與部分的賓夕法尼亞車站。
大都会北方铁路（Metro-North Commuter Railroad Company，Metro-North）是一條提供纽约上州与康乃狄克州的居民往返纽约市的通勤铁路。所有大都会北方铁路列车的纽约市终点站是大中央车站，往北可到达纽约州的瓦塞克（Wassaic）、波基普希（Poughkeepsie）、杰维斯港（Port Jervis）与春谷（Spring Valley）以及康乃狄克州的纽坎楠（New Canaan）、丹伯里（Danbury）、沃特伯里（Waterbury）与纽黑文。
长岛铁路（Long Island Rail Road，简称LIRR）提供铁路服务给长岛居民，以賓州車站為終點站，这条铁路是全美最忙碌的通勤铁路。
新泽西交通公司（NJ Transit）利用东北走廊也开通了从纽约市往返于新泽西州各地的通勤服务，其运营线路被称之为东北走廊线，主要连接了纽约市、新泽西州的纽瓦克和州府特伦顿的相关站点。

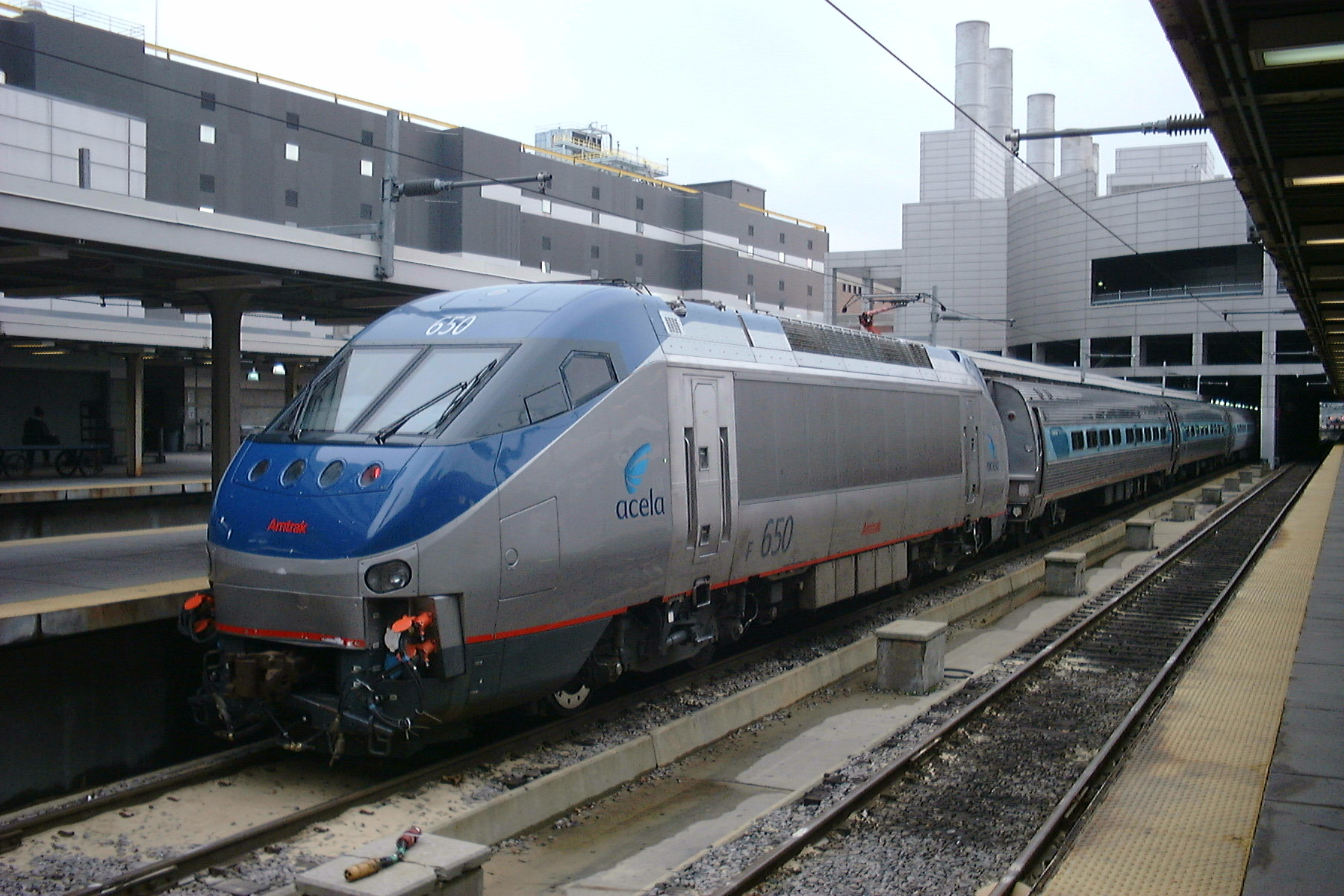
一列Acela列車停在波士頓南站等待出發。

### 城際鐵路
美國國鐵（Amtrak）提供紐約市的城際鐵路交通，提供多條北往波士頓、南往費城與華盛頓特區的鐵路服務，並以位於曼哈頓中城34街上的賓州車站作為主要車站。
此外，美國國鐵的高速鐵路列車Acela亦於紐約市、華盛頓特區及波士頓之間的東北走廊提供城際運輸服務。
紐約賓州車站是美鐵在美國內最繁忙的車站，2004年的總乘客量為四百三十萬人次，為第二繁忙的費城三十街車站的兩倍以上。賓州車站有多條紐約地鐵與公車路線連接。

## 大眾捷運系統

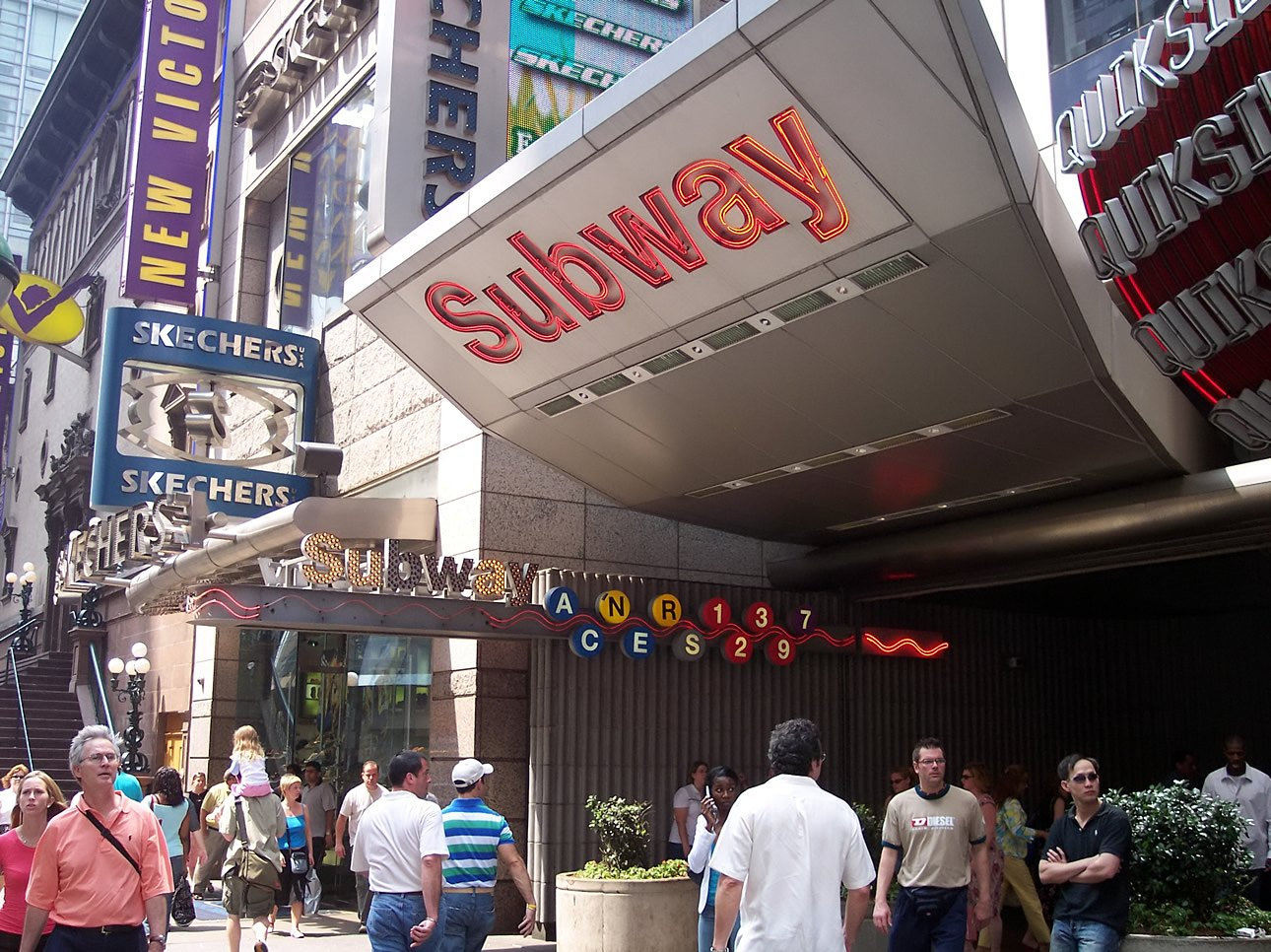
位於時代廣場的地鐵站入口

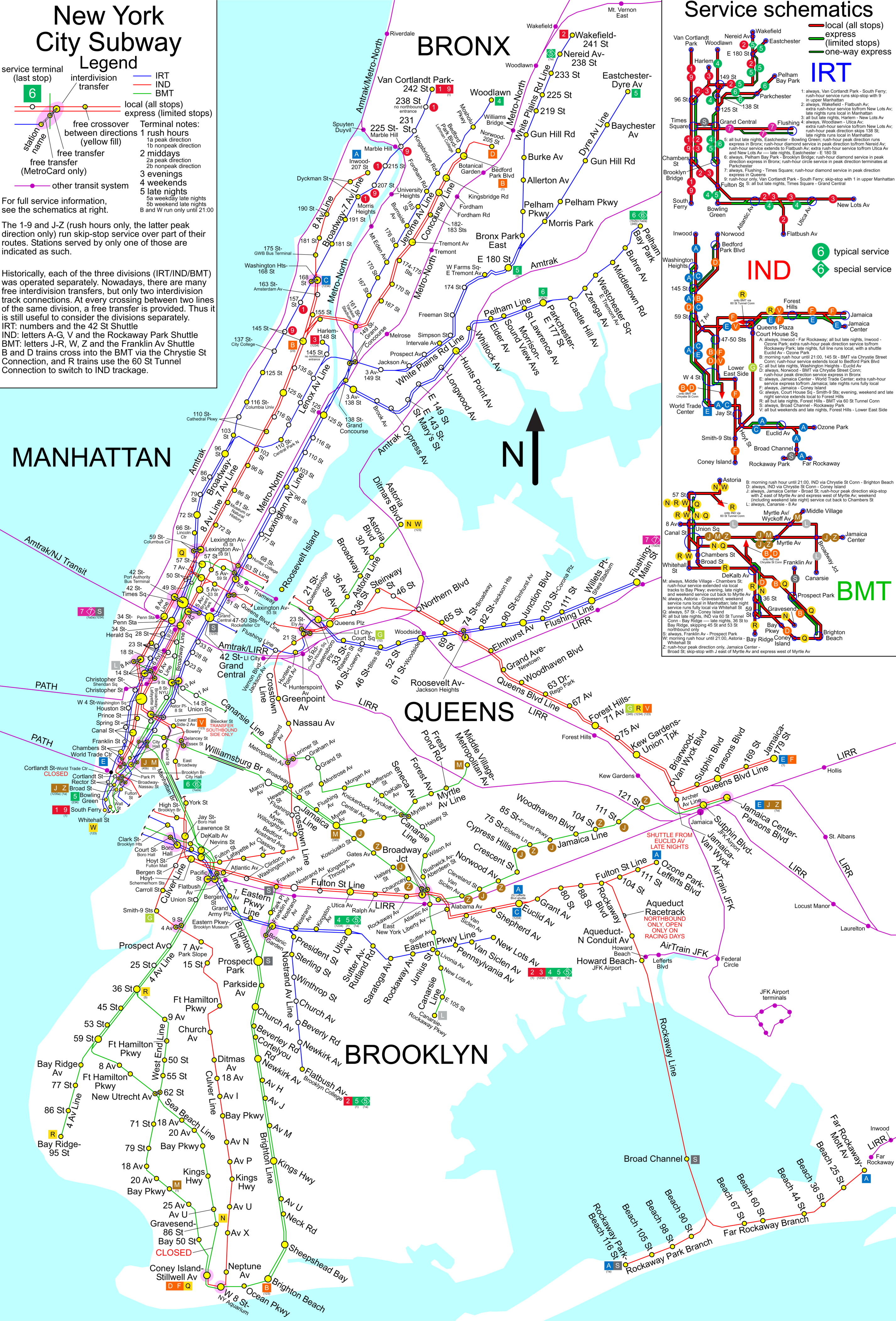
紐約地區軌道交通系統簡圖。圖中主要顯示紐約地鐵路線，以及其與其他軌道系統（如PATH、美國國鐵及機場軌道等）的連接。

大眾捷運系統是紐約交通最重要的環節，其網路也是全北美洲規模最大、歷史最為悠久的。目前由不同的政府單位及私營公司負責管理營運，其中最大的便是紐約大都會運輸署（即一般所稱之MTA）， 該機構擁有並管理紐約地鐵 、公共汽車、通勤鐵路等公共交通系統。

### 紐約地铁
紐約地鐵是大紐約地區的大眾運輸骨幹，亦為全球最錯綜複雜，且歷史悠久的公共地下鐵路系統之一，目前共有425個車站，軌道長度約為656英里（約1,056公里），若加上地下街和地下相連通道等，則長達842英里（約1,355公里），連接紐約市五大區的四區，而史泰登島是以渡輪和公車與曼哈頓和布魯克林連接。現由紐約大都會運輸署管理，紐約市公共運輸局負責營運。其下又分為、及三個子系統。
紐約市軌道交通運輸史十分悠久。早在1870年左右，就開始興建高架鐵路，自那十幾年後，密密麻麻的高架鐵路網已經遍佈曼哈頓的上空，但高架鐵的缺點日益明顯，即過時、吵鬧，又有礙市容，逐漸導致民怨。1900年，紐約的第一家地鐵公司成立。1904年10月27日，第一條地鐵南北幹線正式通車，起自位於百老匯的市政府站，北至大中央車站，再沿42街西至時報廣場，之後又往北至百老匯大道及145街的終點站。之後紐約地鐵的路線又沿著這條幹線擴建、延伸，直至今日的規模。

### 紐新港務局過哈德遜河捷運（PATH）
港务局跨哈德孙河捷运（Port Authority Trans-Hudson，簡稱PATH）是穿過哈德孙河下連結纽约市曼哈頓与新泽西州澤西市、纽波特、霍伯肯和纽瓦克等地的一個大眾交通運輸系統，由紐約與新澤西港務局（英語：Port Authority of New York and New Jersey，簡寫PANYNJ）管理。该系统的車站位於曼哈頓的第六大道、世貿中心以及新泽西州的霍博肯、纽波特、泽西市和纽瓦克等地，並與紐約地鐵及新泽西多數重要交通樞紐有轉乘連結。由於PATH是由紐新港務局所營運，所以無法與任何其他交通工具免費轉乘。PATH系統長度22.2 公里，不包括軌道重疊的部份。PATH像紐約地鐵一樣全年無休。
許多人居住於紐澤西的哈德孙河岸得以藉PATH通勤至紐約市上班，這功能造就紐澤西哈德孙河沿岸城鎮的繁榮，使得澤西市、霍伯肯、及以北的哈德遜郡與博根郡地區被稱為紐澤西的黃金海岸（Gold Coast）。

### 機場聯絡軌道系統
甘迺迪國際機場及紐華克自由國際機場有機場聯絡軌道系統提供服務。甘迺迪機場捷運即為一條長13公里、將甘迺迪機場與紐約地鐵及長島鐵路連接的軌道運輸系統。紐華克機場捷運長3公里，並連接紐華克機場的三座航站大廈以及紐澤西鐵路東北走廊線的城際列車。兩個系統皆提供在航站大樓之間的免費運輸。
目前，甘迺迪機場與紐華克機場都已开通機場捷運系統，名為「AirTrain JFK」和「AirTrain Newark」。單程票價為7.5美金，如購買月票則為40美金。該系統的完成，將使大紐約地區的交通更加便捷，包括紐約地鐵A、E、J、Z列車及長島鐵路等運輸工具都相連在一起，若從曼哈頓的賓州車站到甘迺迪機場只要花45分鐘。

## 公車

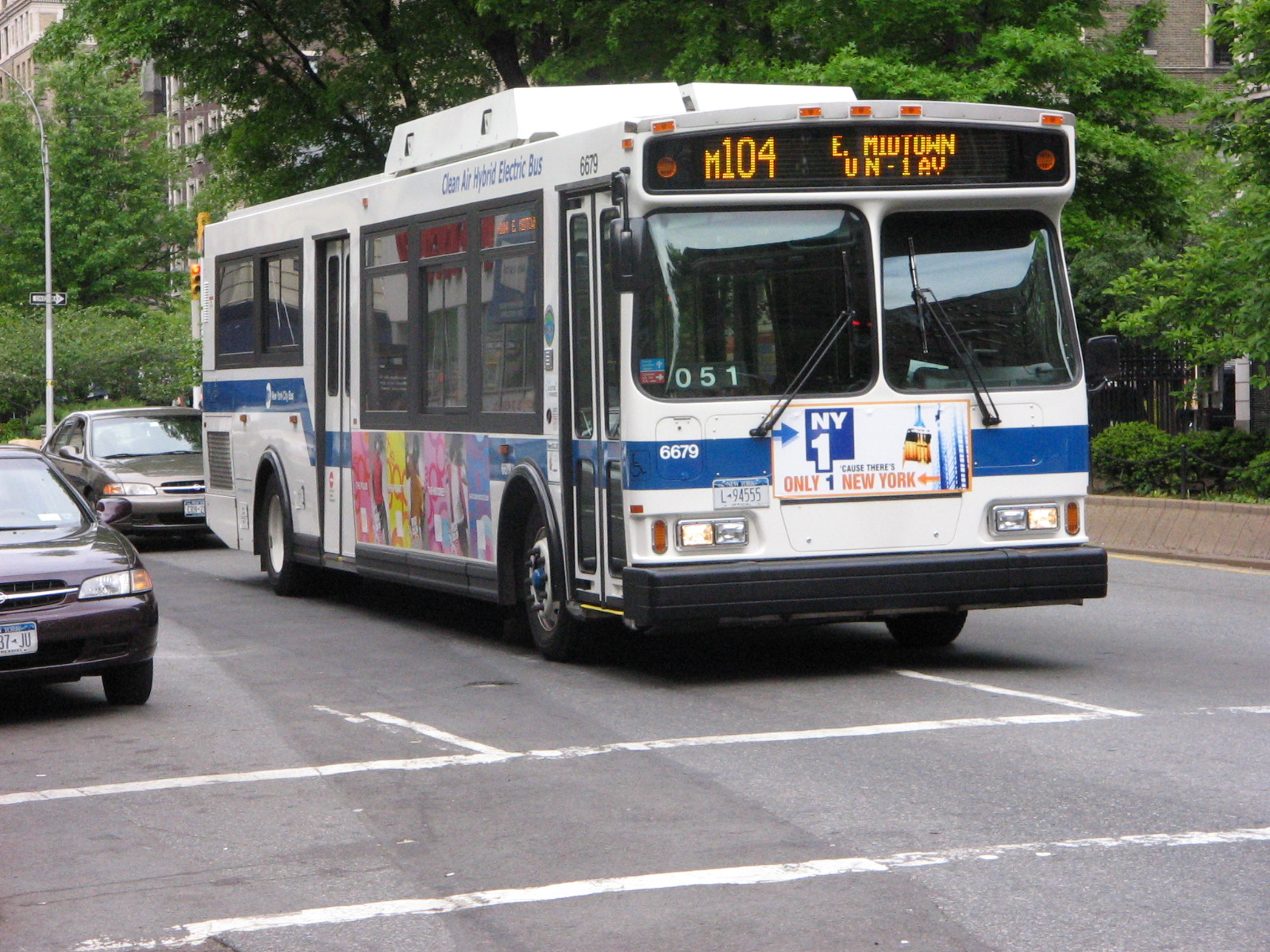
紐約市公車。

紐約市的公車路網遍佈紐約市五大行政區，並在多處與地鐵路網配合轉乘，形成了便捷的交通網。目前市區公車主要由紐約大都會運輸署下属机构MTA区域巴士营运经营管理，平均每天有5800輛公車載著2.01萬人次的乘客，行走於200多條的慢車線及301條的快車線上。其編碼分別以行經趨明的第一個英文字母標示（M表示曼哈頓區，B表示布魯克林區，Q表示皇后區，Bx表示布朗克斯區，S表示史泰登島）。紐約公車車況良好、車內乾淨、擁有空調，又十分準時，廣受歡迎。而為了更縮短行車時間，部分線路還加開了直達快車，專於市區的幹道及著名景點附近搭客。
纽约市还有特选巴士服务（Select Bus Service，风格化为+selectbusservice，简称为SBS），为纽约市非严格的、事实上的快速公交（Bus Rapid Transit），作为一种特殊补充线路而设计存在。
纽约市也有快速巴士服务（Express Bus Service），主要服务于曼哈顿其他各区偏远地带的通勤者。
紐約市的公車總站位於第8大道以及42街路口的紐新港務局客運總站。該站位居交通要衝，又設有地鐵站以供轉乘，為全美國最繁忙的巴士總站，也是州際公車進出紐約市的主要門戶。該站同時有市區公車及州際客運可供搭乘，目前由紐約與新澤西港務局管理。開往全國各州的客運車，則由灰狗巴士及Peter Pan巴士公司等公司營運。
另有乔治华盛顿大桥巴士站（George Washington Bridge Bus Station，GWBBS），是位于曼哈顿岛北端的另一个公交汽车大站。

## 計程車

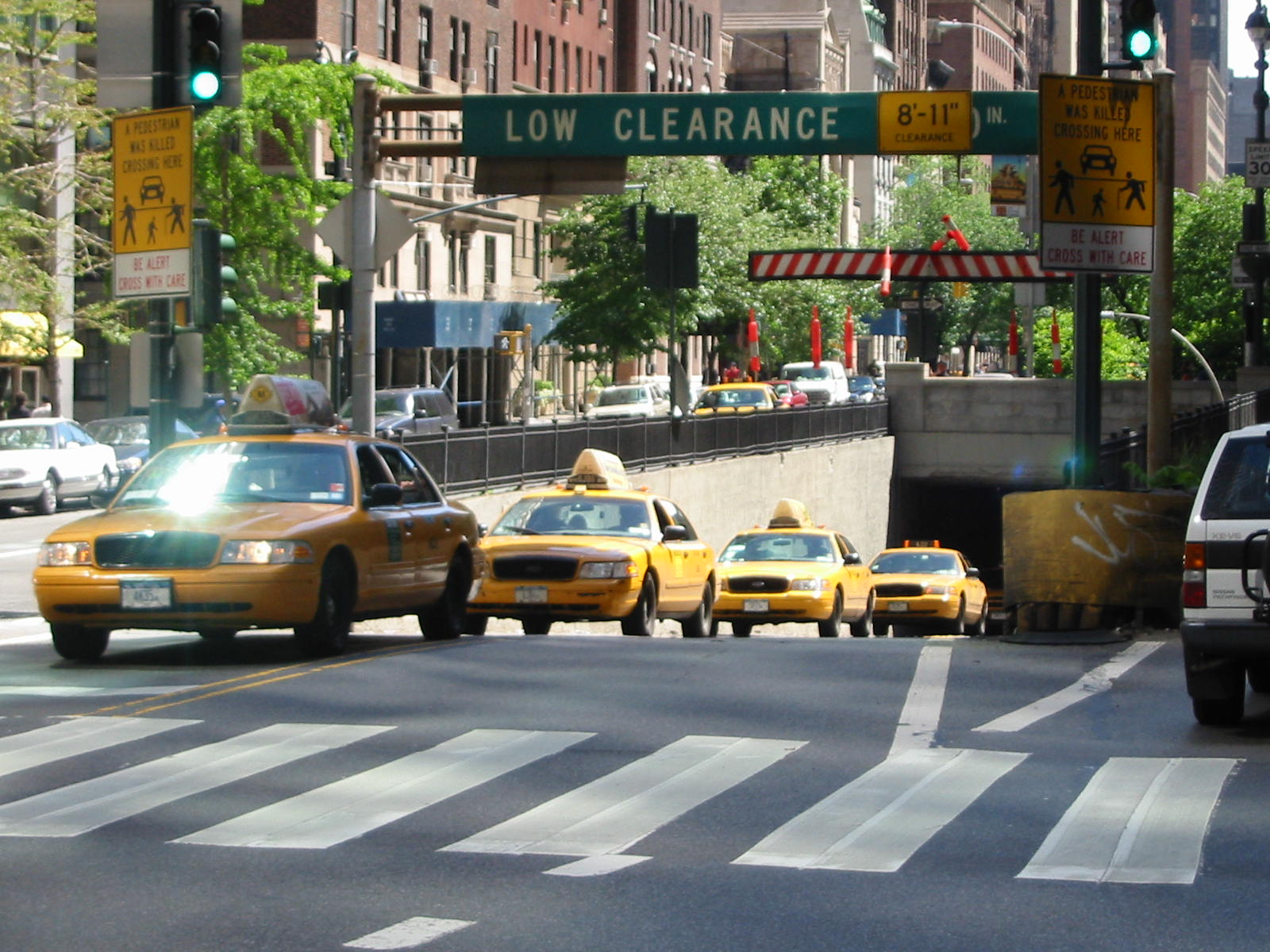
紐約市的黃色計程車。

目前紐約地區有13087輛擁有營業執照的計程車，大多為黃色（Yellow Cab），由私人公司管理，並由紐約計程車與轎車委員會發行執照。車費自2.50美金起跳，之後每公里收費0.4美元（晚間八點後自3塊起跳，假日高峰時間的下午4點至8點則由3.50元起跳），此外若遇上塞車或通過收費的橋樑及隧道時，乘客還得付額外費用。
紐約市加裝里程表的計程車大約在1907年出現於街頭。1915年時，John D. Hertz成立了一家黃色計程車公司，並於包括紐約在內的一些都市營運，後來並將他的計程車漆成黃色，以便乘客在遠處就能辨識。1967年，紐約市訂下了所有的「大獎章」黃色計程車。1999年時，乘坐紐約計程車的乘客已達兩億四千一百萬人。根據2000年美國進行的普查，紐約地區的四萬兩千名司機當中有82%來自國外。其中23%來自加勒比海（多明尼加和海地），20%來自南亞（印度、巴基斯坦及孟加拉）。
2005年為了因應油價上漲、節約能源及溫室效應的日益嚴重，紐約市長彭博簽署法令，允許紐約計程車業者引進混合動力汽車（同時以汽油和電作為動力的汽車）。統計數據顯示，在交通擁擠的市區行駛時，混合動力汽車的燃油經濟效益比傳統汽油車多了80%。
据纽约市规定，运行在曼哈顿和肯尼迪国际机场之间的出租车服务单程为固定费用70美元加上可能的附加费用。
另有绿色出租车（Green Cab），服务范围不如黄色出租车全，例如不能在曼哈顿提供服务。
纽约市也有不少网约车服务，例如优步（Uber）和来福（Lyft）等。

## 渡輪

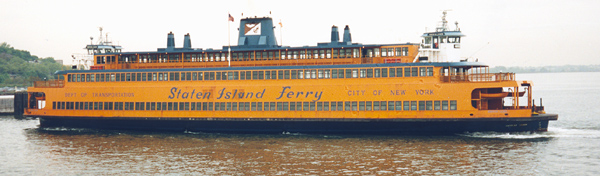
往來曼哈頓及史泰登島間的渡輪。

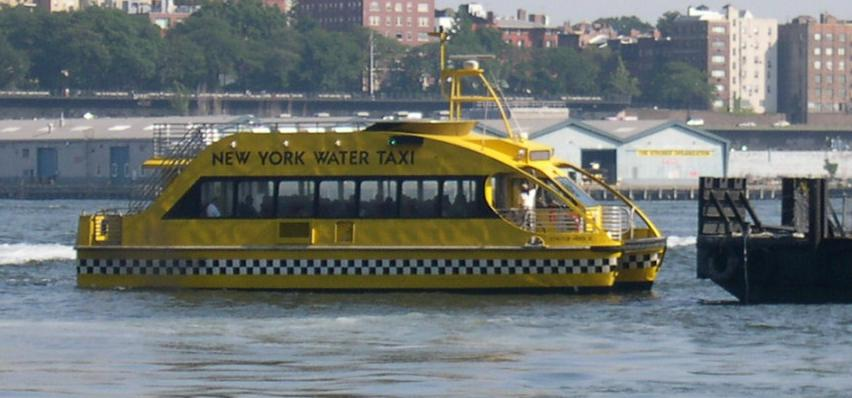
紐約的水上計程車

渡輪是紐約市最早發展的公共交通之一。紐約地區海岸線曲折，島嶼眾多，早期又沒有建造大橋的技術，因此渡輪對紐約來說便顯的重要。在海上貿易的鼎盛時期，紐約港內的渡輪航線亦十分眾多，自曼哈頓有前往紐澤西州、史泰登島及長島之間的航線。但進了20世紀，大量移民自歐洲、中國及日本湧入紐約，全市人口激增，渡輪系統逐漸不敷使用。後來，由於城市人口的增加，造成曼哈頓與長島、紐澤西等地的運輸需求遽增，相關單位於是開始大興土木，橋樑及隧道的興建工程如火如荼，結果更多的市民逐漸使用更快速的河底公路及鐵路，導致紐約的渡輪收入銳減，只得縮減航線。目前還保持兩條航線，一是自曼哈頓島南端砲台公園至史泰登島的史泰登島渡輪，二是自曼哈頓去紐澤西霍伯肯的航線。
值得一提的是，由於史泰登島與曼哈頓間沒有橋樑及地鐵連接，因此史泰登島渡輪的使用量一直居高不下。再加上其路徑行經艾莉斯島的自由女神附近，亦不收費，因此除了上班族外，觀光客也十分喜歡搭乘藉以欣賞曼哈頓下城的天際線。
纽约市的免费市民渡轮史泰登岛渡轮和地铁一样，是全天候运营，且全年无休。
纽约市的付费渡轮服务在整合后主要由纽约市渡轮（NYC Ferry）和纽约水道（NY Waterway）提供。前者主要服务于曼哈顿东侧附近，后者主要服务于曼哈顿西侧并沟通新泽西州。

## 空中纜車

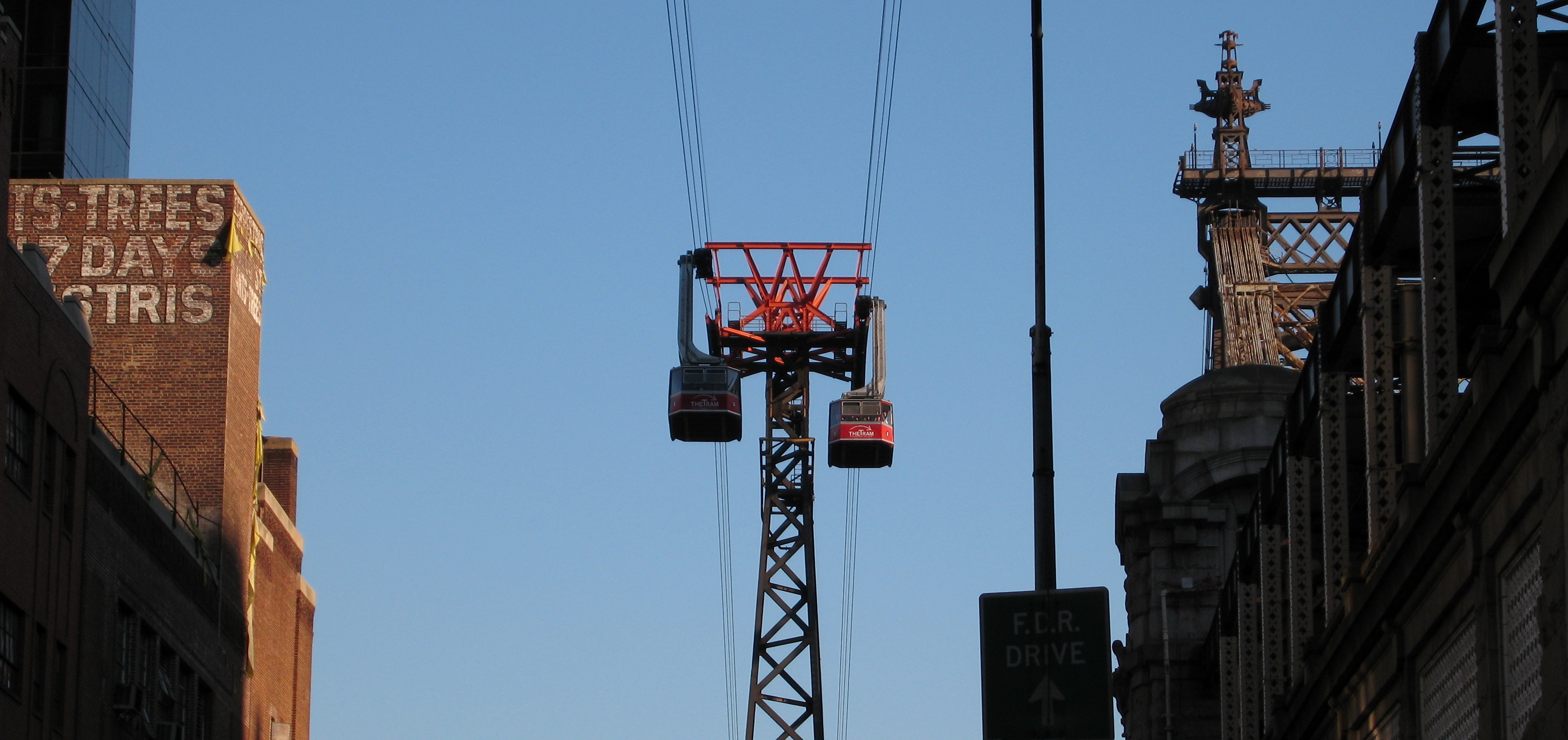
橫越東河的羅斯福島空中纜車。

為了聯絡羅斯福島及曼哈頓之間的交通，羅斯福島空中纜車於1976年啟用，然而其一開始其實僅是作為臨時通勤工具使用，直到後來羅斯福島上的地鐵站完工為止。然而作為羅斯福島聯外的地鐵於1989年啟用時，該纜車系統仍然十分受到歡迎，而沒有面臨停駛的命運。
羅斯福島纜車由羅斯福島營運公司（the Roosevelt Island Operate Corp, RIOC）營運，每輛纜車至多可載客125名，自島上到曼哈頓大約5分鐘可達，費用也相當於紐約地鐵的票價，可使用都会卡（MetroCard）支付。
在2006年，纜車服務發生了一場電力故障，纜車在高空懸吊12個小時，68名乘客與駕駛員被困其中，導致纜車的運作中止了足足6個月。RIOC公司為此投資了50萬美元，更新纜車的電力系統。該公司還宣佈，公司將再投放1500萬美元，對纜車系統進行大規模翻修。

## 共享单车和滑板车
当前纽约市最主要的共享单车是花旗单车（Citi Bike），由来福（Lyft）提供运营。车型包括经典脚踏车和电动车两种，均为有桩停车。其范围覆盖广泛，自行车站涵盖了曼哈顿、布鲁克林、皇后区和新泽西州的滨水部分。
纽约市曾一度禁止电动滑板车，如今在布朗克斯的一些划定区域逐步开展试点工作。包括Lime、Veo和Bird等。

## 道路

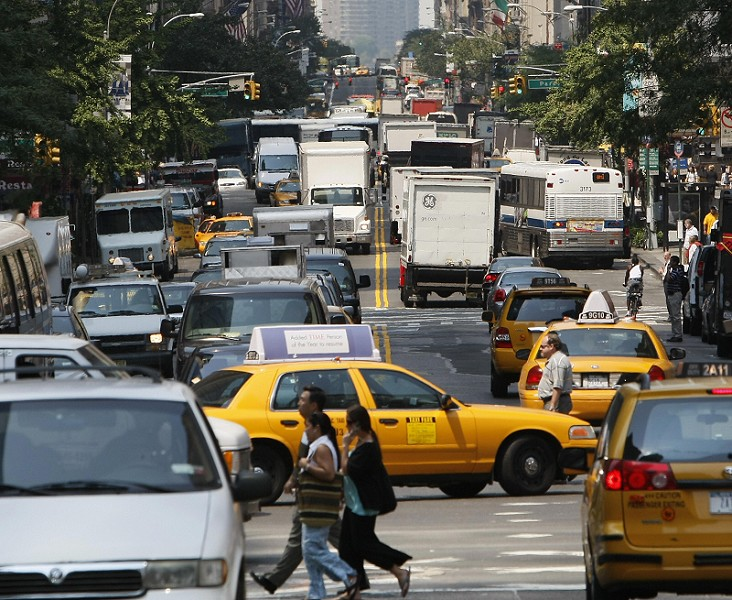
尖峰時刻的曼哈頓。

### 市中心街道
曼哈頓的街道是設計為棋盤式，非常的整齊有致，有大道（Avenue）和街（Street）兩種命名方式；大道為南北向，自东向西編號為一至十二大道，中間穿插幾條非編號的大道，這些大道是曼哈頓的南北向交通大動脈；街則為東西向，自南向北以數字遞增編號，並以第五大道為準分為東與西；而唯一一條斜穿過曼哈頓的路是百老汇大道，上城與中城的街道絕大多數的時候都依照棋盤式的規劃，但豪斯顿街（Houston Street）以南的下城则完全沒有規則，所有的街道都是有路名的。

### 橋樑與隧道

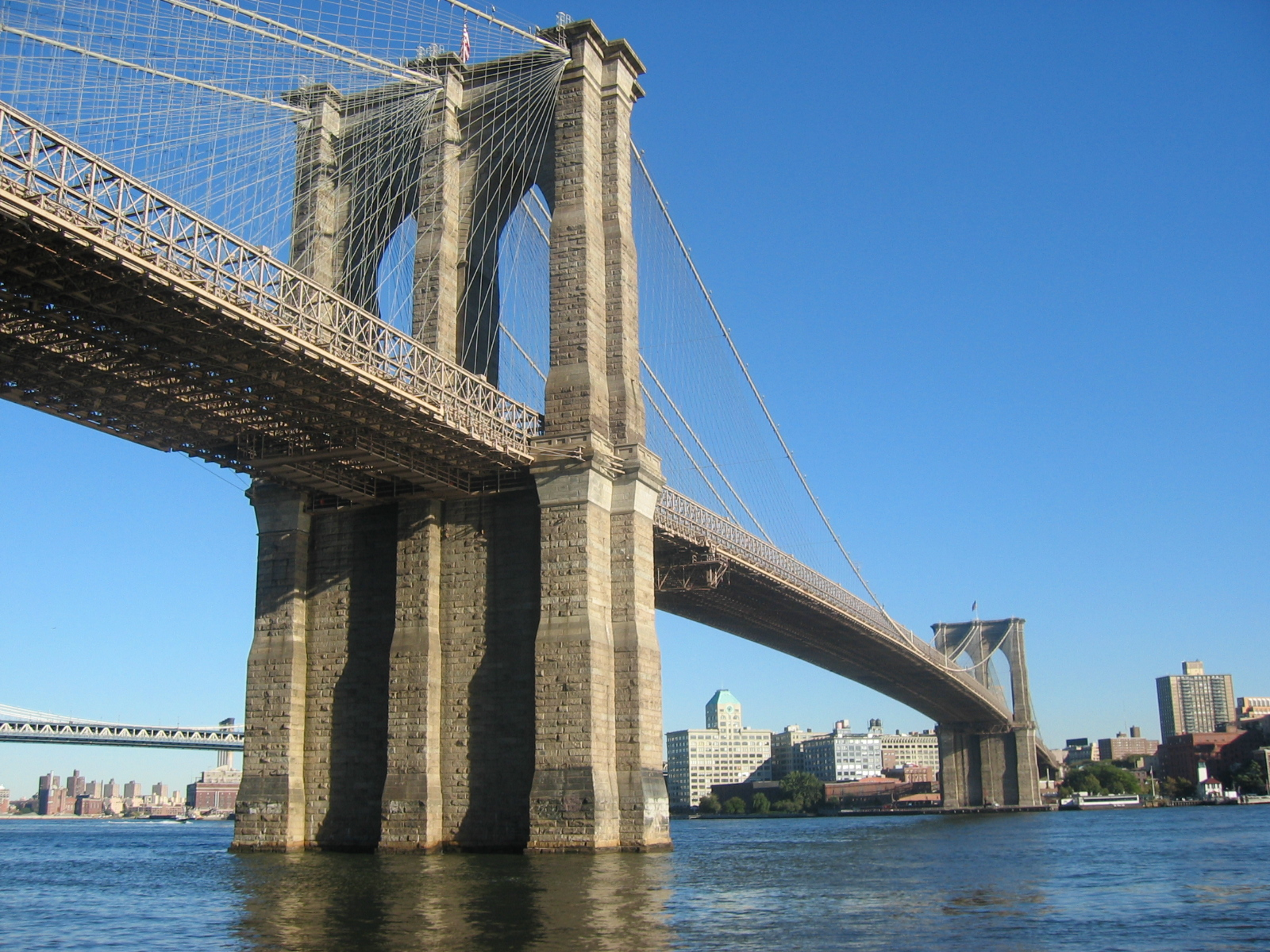
布魯克林大橋是紐約市最早完工的橋樑之一，目前是曼哈頓與布魯克林區的往來要道。

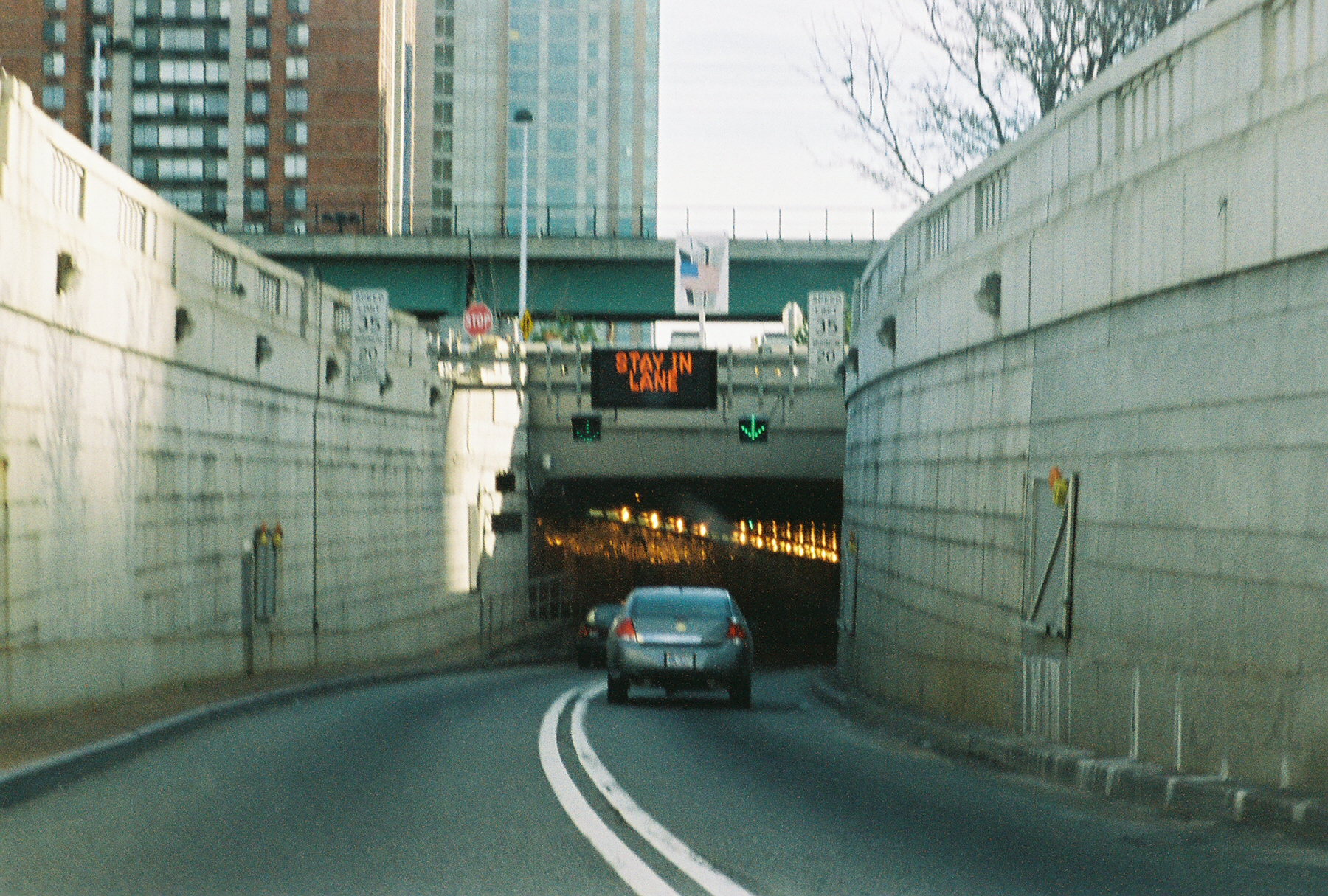
荷蘭隧道。

紐約市的五大區之中有四區位於島上，所以區之間的交通便需要由數量眾多的橋樑及隧道連接，是其一大特色，對於遭哈德孙河、伊斯特河、哈林河、紐約灣包圍的曼哈頓島來說，尤其如此。故紐約市不論是橋樑隧道的建築、數量及繁忙程度，均領先於全球。這些橋樑及隧道對曼哈頓和鄰近布魯克林與皇后區的發展貢獻甚鉅，因為橋樑及隧道是民眾往來曼哈頓及郊區間的必經通道；而橋樑及隧道的興建，更是使紐約市的版圖在20世紀得以自原有的曼哈頓向外擴張，直至今天的五大行政區的主要功臣之一。但每逢上下班尖峰時刻，這些通道反而變成了交通瓶頸，有時也常殃及周邊的道路。
布魯克林大橋是紐約市最早的大橋，落成於1883年。在那之前，要渡河唯有透過渡輪，不但不方便，也十分危險。布魯克林大橋的完工，不但顯示造橋工程的進步，也使得曼哈頓與布魯克林得以連接，更替大紐約都會區的快速發展開了第一槍。
後來為了因應紐約市發展的腳步，政府在曼哈頓周圍的水域上架起了更多的橋樑。其中威廉斯堡大橋及曼哈頓大橋布魯克林大橋一樣是跨越東河的著名橋樑，分別於1903年及1912年通車；聯接曼哈頓和皇后區的皇后區大橋竣工於1909年，是紐約一座重要懸臂樑橋；30年代，儘管正值經濟大恐慌時期，三區大橋卻誕生了；該橋由於前端分岔為三路，連接了皇后區、布朗克斯區及曼哈頓區三區而得名。此時在哈德孙河上，喬治華盛頓大橋也隨後完成，為紐約港務局（今紐約與紐澤西港務局前身）首樁重大工程，亦為哈德孙河上第一大橋。韋拉札諾海峽大橋橫跨了紐約灣南方的韋拉札諾海峽，連接紐約市的史泰登島與布魯克林，該橋在1964年完工之初為全世界最長的懸索橋，並對提供紐澤西州直通長島與甘迺迪機場、減緩曼哈頓公路的擁擠車流，有相當大的貢獻。
隧道方面，哈德孙河底下的林肯隧道 每日有120000輛車往來於曼哈頓及紐澤西之間，為世界上最繁忙的行車隧道。荷蘭隧道亦位於哈德孙河下，世界上第一座採用通風系統的行車隧道，十分受到美國建築界的人士尊敬，並視之為美國工程界的重要地標。這兩座隧道都被建造以代替橋樑，並允許大量的乘客及貨運船舶自由通行。自從荷蘭隧道落成於1927年後，東河底下仍繼續興建隧道，以解決曼哈頓及長島間的交通堵塞。1940年竣工的皇后區-中城隧道為當時規模最大的非聯邦政府所計畫的工程。啟用於1950年的布魯克林-砲台公園隧道長2799公尺，為北美洲最長的水底隧道。

### 州際公路

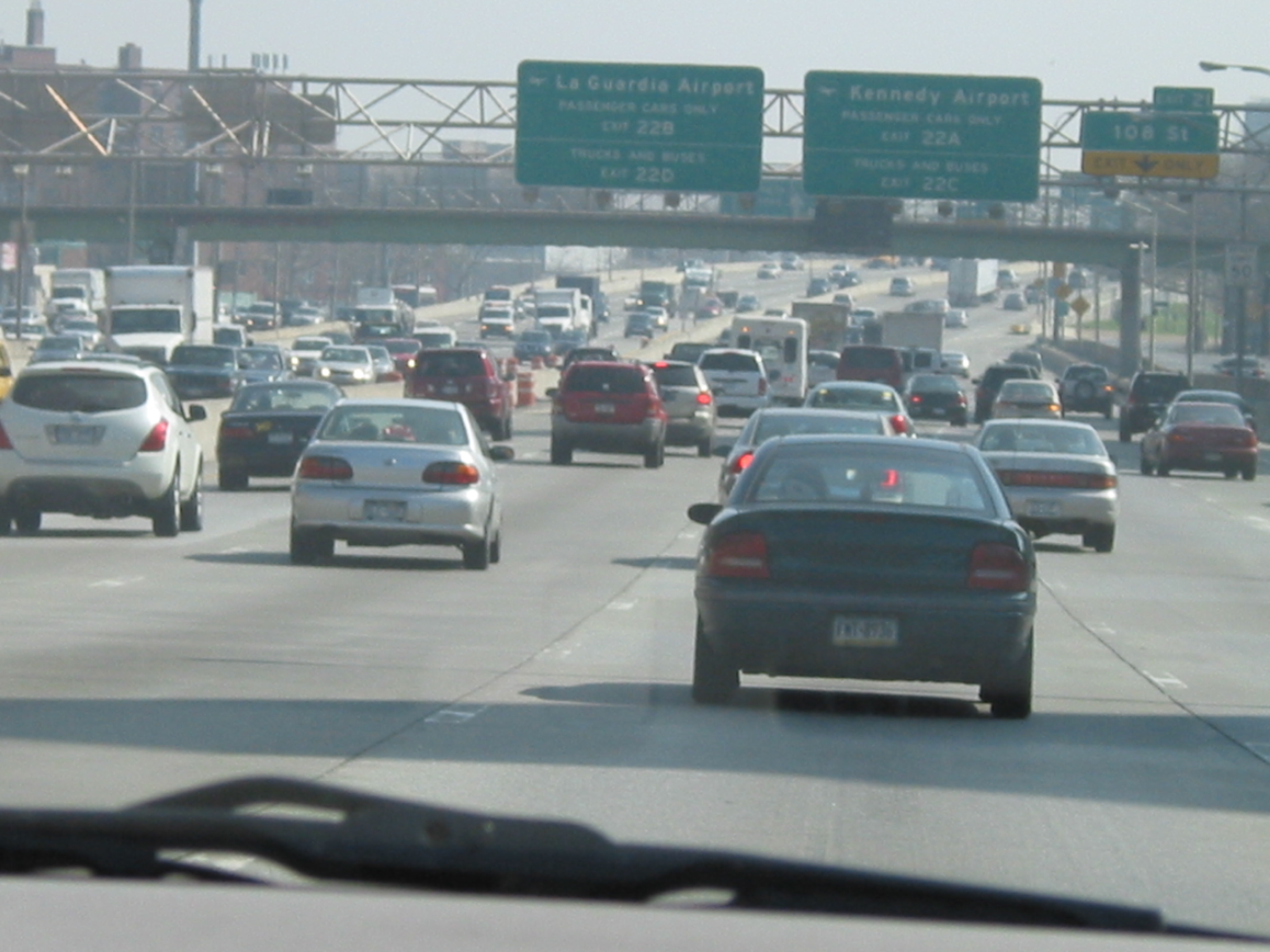
皇后區路段的I-495（長島快速道路），雙向車道的交通皆十分擁擠。

紐約市為多條州際公路經過及開始的重要城市。貫穿美國東岸的95號州際公路經由喬治華盛頓大橋自紐澤西進入紐約市的曼哈頓與布朗克斯。其他以紐約地區為端點的主要路線包括78號州際公路、80號州際公路、以及87號州際公路。而其他自這幾條主線分出的輔助路線包括：78號州際公路的I-278、I-478、I-678、與I-878；80號州際公路I-280；87號州際公路的I-287；95號州際公路的I-295、I-495、I-695、以及I-895。
95號州際公路不只貫穿整個東岸，也串連整個美國東北部的公路交通。其龐大的車流量可以在時常聽到的路況報導「I-95正在塞車」可得知；而這龐大的車流量亦呈現了I-95對紐約地區的重要性，因此I-95也被稱為公路的「東北走廊」。I-95在紐約都會區內主要由紐澤西收費公路、喬治華盛頓大橋、跨布朗克斯高速公路（Cross Bronx Expressway）、新英格蘭直通公路（New England Thruway）、以及不收費的康乃狄克收費公路（Connecticut Turnpike）所組成。I-95向北通往新英格蘭，向南通往費城與華盛頓特區，亦連接紐華克自由國際機場。I-95較為重要的輔助路線為I-295與I-495。I-295亦稱為明景高速公路（Clearview Expressway），經由索洛格斯內克大橋連接皇后區與布朗克斯。I-495亦稱為長島高速公路（Long Island Expressway，LIE），為長島地區最重要的一條高速公路。以皇后區-中城隧道為起點，貫穿了整個紐約長島，最終在蘇福克郡的河頭鎮（Riverhead）結束。I-495是紐約長島地區唯一一條符合聯邦州際公路標準的高速公路，因此所有貨卡車皆只能使用LIE，而不能使用其他紐約州公園大道。而長島地區因為亦是紐約都會區主要的通勤者居住帶，許多人也每日通勤至紐約市上班，這對長島高速公路的車流速造成了絕大的壓力，因此長島高速公路時常塞車，因此長島高速公路亦被紐約客暱稱為「世界最長的停車場」。
78號州際公路自賓夕法尼亞州哈里斯堡開始穿過紐澤西州，經過荷蘭隧道終止於曼哈頓下城。I-78在荷蘭隧道常常因為車流量擁擠而塞車，因此過去曾有計劃提出興建隧道將I-78延伸至布魯克林，但後來因為經費不足而被置之高閣。I-78經過曼哈頓下城的運河街（Canal Street）可以到達許多社區，其中包括華埠、蘇活區、世貿中心、金融區等地區。I-78可以經過運河街與曼哈頓大橋與I-278連接，但是I-78並沒有延伸至運河街，而在荷蘭隧道紐約端出口便終止。I-78也可以連接紐華克自由國際機場。I-278是I-78的主要輔助路線，自紐澤西州林登市的美國國道1/9號開始向東與紐澤西收費公路I-95交會，經過3.2（2英里）後便經由高索爾斯大橋進入紐約市的史泰登島，在史泰登島段被稱為史泰登島高速公路（Staten Island Expressway，SIExp），經過韋拉札諾海峽大橋進入布魯克林與皇后區，此後被稱為布魯克林-皇后區高速公路（Brookly-Queens Expressway，BQE）直至過了三區大橋之後進入布朗克斯的布洛克諾高速公路（Bruckner Expressway），最後在與I-95與I-678交會布洛克諾交流道系統結束。中間與多條公路連接：史泰登島的西濱高速公路（West Shore Expressway，紐約440號公路）；布魯克林的外環公園大道可通往甘迺迪國際機場，以及布魯克林-砲台公園隧道與布魯克林、曼哈頓、威廉斯堡等橋樑進入曼哈頓下城；在皇后區與長島高速公路交會，以及大中央公園大道（Grand Central Parkway，GCP）並可經其通往拉瓜狄亞機場；在布朗克斯與紐約州收費公路（New York State Thruway，NYST，I-87）連接通往紐約上州，並與布朗克斯河公園大道（Bronx River Parkway，BRP）及哈琴森河公園大道（Hutchinson River Parkway，HRP）連接分別通往紐約上州與康乃狄克州。I-278的布魯克林-皇后區高速公路段因為沿著東河走，是連接布魯克林與皇后區的重要道路，也是進入曼哈頓的主要路線，所以車流量也是非常的大，時常在重要路段塞車。I-278是唯一一條穿越紐約市全部五大區的州際公路。I-678是I-78另一條在紐約市重要的輔助線。
80號州際公路自加州舊金山通至紐澤西州提尼克鎮，匯入95號州際公路，藉其經由喬治華盛頓大橋進入紐約市。I-80主要將北紐澤西地區以及賓夕法尼亞州東北部的波可諾山區及理海河谷地區與紐約市連接。I-80的輔助線280號州際公路經過紐華克後可經由荷蘭隧道進入曼哈頓。
87號州際公路自布朗克斯三區大橋端開始稱為狄根少校高速公路向北穿越布朗克斯，在進入威斯特徹斯特郡之後即成為紐約州收費公路一直通往紐約上州，最後在紐約州與加拿大魁北克省交界處停止成為魁北克省公路15號。I-87在開始後不遠處便與I-95跨布朗克斯高速公路交會，並一路與許多紐約州公園大道交叉，最後與I-287跨威斯特徹斯特高速公路（Cross Westchester Expressway）會合後經過大班吉大橋（Tappan Zee Bridge）跨越哈德孙河一路向北通往加拿大。I-87的主要輔助線為287號州際公路。I-287依序逆時鐘方向自紐約州切斯特港（Port Chester）的新英格蘭直通公路開始往西，在與紐約州收費公路之間的路段被稱為跨威斯特切斯特高速公路，之後經由大班吉大橋通往洛克蘭郡。在與紐約州收費公路共號一段之後，在蘇份鎮分開進入紐澤西州，之後一路通過博根郡、百賽克郡、莫里斯郡、桑莫塞郡、以及密德薩克斯郡，中間與I-80、I-78、以及I-95紐澤西收費公路交會，最後在愛迪生於美國國道1號結束，成為紐澤西州道440號並可經由奧特布里吉大橋進入史泰登島，並更進一步的經由西濱高速公路聯通史泰登島高速公路。這條半環型的I-287與其他公路構成紐約市的環城道路。I-287在紐澤西段落時常在尖峰時間塞車，尤其是與I-78與I-80交會之處，大量來自賓州的貨車為了將物資載往紐約市以及紐澤西州，這也對當地交通路網造成無比的壓力。

### 林蔭公園大道
紐約市有著一系列的特別高速公路系統屬於紐約州公園大道系統（New York State Parkway System）。第一條開通的公園大道是在1908年對公眾開放，最初的設計構想是為紐約市居民提供通往郊區的快速道路，因此公園大道也特別注重景觀方面的設計。今天公園大道系統仍在使用中，不過是經過了許多的改善以更加符合汽車高速行駛的需求。根據紐約州的定義，公園大道是只允許自用小客車行駛的高速公路，但由於注重景觀方面所以犧牲了許多較安全的設計，例如較短的加速減速道與較低的限高限速。紐約州總共有24條公園大道。
紐澤西州與康乃狄克州亦有稱為公園大道的高速公路，分別為花園州公園大道（Garden State Parkway）與莫利特公園大道（Merritt Parkway）。這兩條公園大道恰好也只限小客車行駛。

## 航空

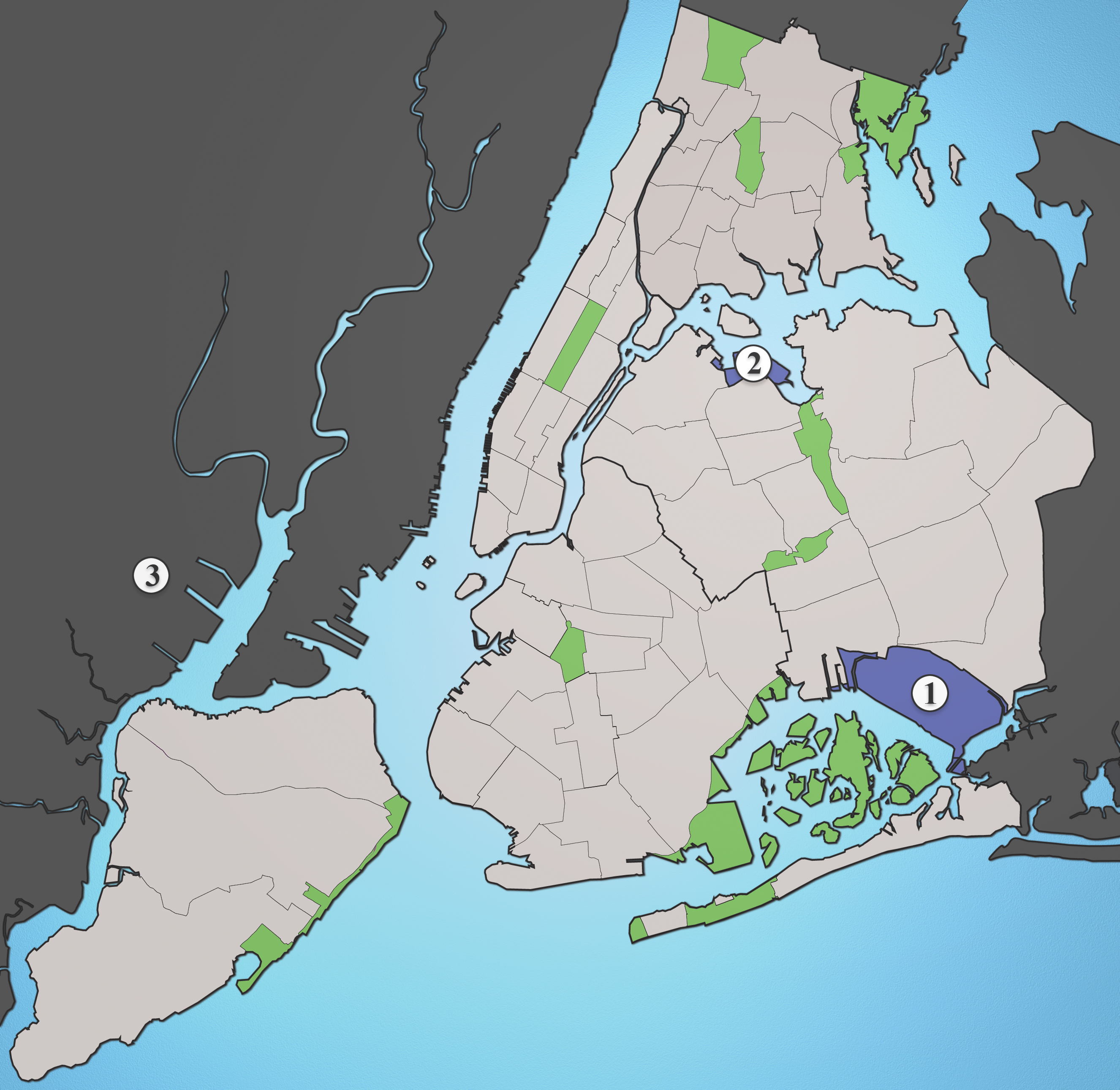
大紐約都會區機場示意圖;甘迺迪國際機場 (1);拉瓜地亞機場 (2);紐華克自由國際機場 (3)

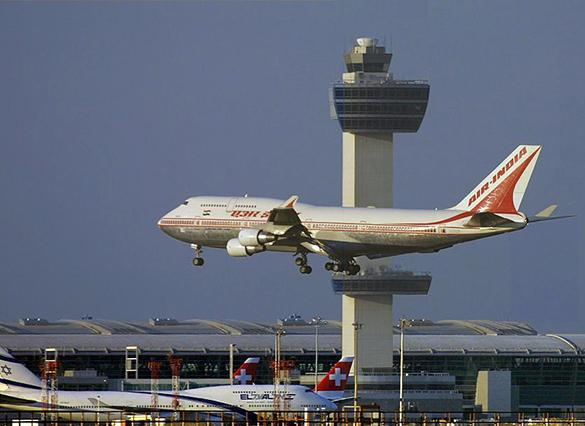
甘迺迪國際機場。

### 民航機場
紐約市為美國少數同時拥有三座机场的都市，分别为位於皇后区的甘迺迪國際機場和拉瓜迪亚機場，以及位於新泽西州境内的紐華克自由國際機場。若將這三座機場每年平均的客運量加起來（甘迺迪機場約4100萬人、紐華克機場3300萬人、拉瓜地亞機場約2600萬人），則將超過1億人次。這個驚人的數字甚至超過了芝加哥奥黑尔國際機場及芝加哥中途國際機場相加的總客量。由此可見紐約的空域可以說是全美國最繁忙的了。

#### 肯尼迪国际机场
甘迺迪國際機場距紐約市中心曼哈頓約24公里，不僅是大紐約地區主要的國際機場，亦為美國東北部重要的進出大門，更是攸關美國經濟的空運樞紐。面積約20平方公里，每日平均起降航班超過1000架次，每年平均客流量4500萬人次、貨物轉口量150萬噸，吞吐量在美國各大機場中名列前茅。
此外，甘迺迪國際機場也是紐約東部居民重要的工作機會來源之一，每年更為大紐約地區帶來超過300億美元的經濟活動效益。

#### 紐華克自由國際機場
紐華克自由國際機場位於紐澤西州，距離曼哈頓西南方26公里，是大紐約地區第二大機場、全國第五繁忙的機場，及联合航空在美國東岸的轉運點，但其誤機率在美國算是相當高的。911事件後，為了紀念由該機場出發，最後在賓夕法尼亞州墜毀的聯合航空93號班機方更為今名。
紐華克機場分為A、B、C三個航空大廈，B航廈為國際航班，其餘為國內航班。

#### 拉瓜地亞機場
拉瓜地亞機場位於皇后區，面向法拉盛灣，距曼哈頓以東13公里，是紐約三大機場中最靠近曼哈頓的一個。目前主要負責紐約市的國內班機起降，其中又以國內商務旅行者最多。國際航線的部分較少，在紐約三大機場中所佔比例約為6%。

### 直升機
紐約市的直升機運輸量與聖保羅及東京等都市並列世界前三名。曼哈頓區有3座主要直升機機場。曼哈頓下城直升機機場位於華爾街最東邊的東河6號碼頭上，是美國第一座被美國聯邦航空局證明預定用以直升機載客服務的機場，亦為美國總統布希拜訪紐約時最常降落的點。該機場尚擁有禮品店、行政辦公室、貴賓休息室及一般乘客休息室，安檢站並設有X光和炸彈偵查機器。往甘迺迪機場的直升機班機則由美國直升機（U.S. Helicopter）負責營運，一趟花費約159美金。另外兩座機場分別位於東34街及西30街。前者包括一棟候機大樓及直升機加油站，平均每年起降機次兩萬架；後者之服務全年無休。23街空港更提供有東河上的水上飛機服務。

## 海运

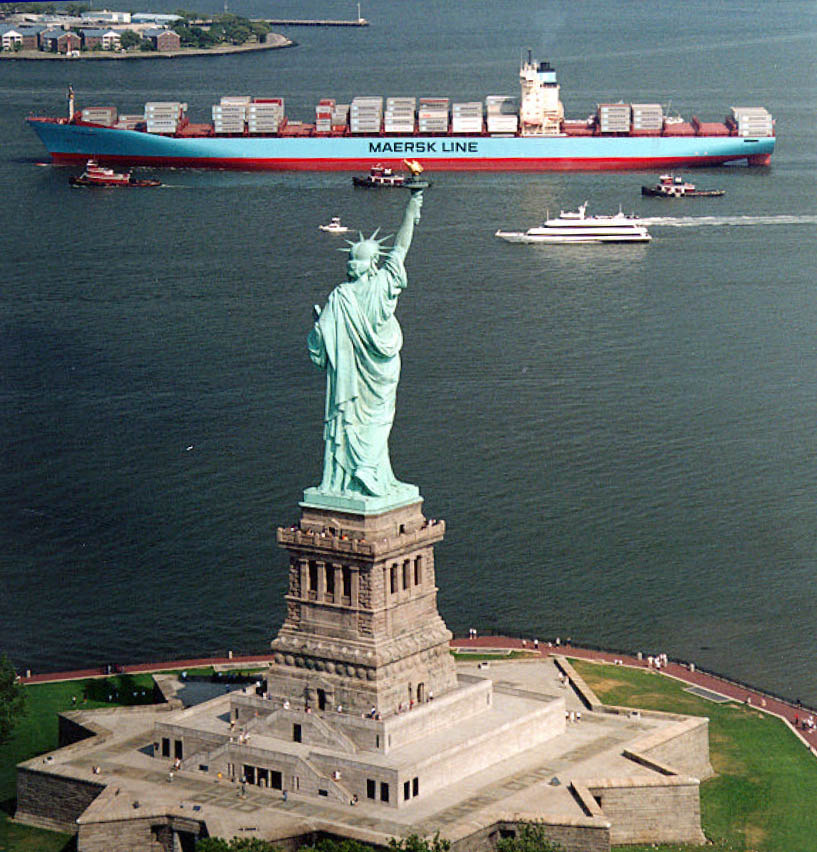
紐約港是美國第一大港口。

紐約港是北美洲最繁忙的港口，亦為世界上天然深水港之一。1980年吞吐量達1.6億噸，多年來都在1億噸以上，每年平均有4000多艘船舶進出。由於紐約位居美國大西洋東北岸，鄰近全球最繁忙的大西洋航線，再加上港口條件優越，又以伊利運河連接五大湖區，因此奠定了其成為全球重要航运交通樞紐及歐美交通中心的地位。在紐約的發展史上，紐約港扮演的角色十分重要。該港不僅為紐約市帶來大批的財富及物產，19世紀初及20世紀末時，來自世界各地的移民也透過紐約港進入紐約市，而這些移民及其後代日後都成為了紐約市發展的主力。
紐約港有兩條主要航道。一條是哈德孙河口外南面的恩布婁斯航道，長16公里，寬610公尺，維護深度13.72公尺，由南方或東方進港的船舶經這條航道進入紐約灣駛往各個港區。另一條是長島海峽和東河，由北方進港的船舶經過這條航道。哈德孙河入海口的狹水道，水深30多米，東河水道大部分河段水深在18米以上，最深處近33公尺。港口不易淤積。紐約港腹地廣大，公路網、鐵路網、內河航道網和航空運輸網均四通八達。紐約地區的14條鐵路線，其中8條可通往美國各地以及加拿大和墨西哥等。 
紐約港於1614年為荷蘭人開始建設，後為英國人所經營。美國獨立戰爭勝利後，紐約港進行大規模建設，由於自然條件優越，1800年便成為美國最大港口。後來南北戰爭結束後，美國開始了快速的擴張，經濟中心也逐漸轉移到北方，再加上移民人口的遽增，紐約港日益繁忙，更加速城市的發展，至1871年，紐約成了美國第一大港市。1921年，紐約港務局建立，負責港口規劃和建設。紐約港有水域約700多平方公里和陸地1000多平方公里。全港有16個主要港區：紐約市一側10個，紐澤西州一側6個。全港深水碼頭線總長近70公里，有水深9.14。12.80米的遠洋船泊位400多個。早期是沿哈德孙河建設突堤式狹棧橋碼頭，佈置緊湊，後方陸域小。近期建設的伊麗莎白港區和紐華克港區的碼頭是順岸佈置，陸域面積寬敞。

## 相關機構

### 紐約大都會運輸署
紐約大都會運輸署是紐約市公共交通的管理機構，成立於1967年，管轄著範圍達4000平方英里、總人口1800萬的大紐約地區（包含紐約市五大區、紐約州12個縣、紐澤西州 及康乃狄克州部分地區）內的交通運輸， 該機構擁有並管理紐約地鐵、公車、渡輪、紐約地區的通勤鐵路與橋樑隧道。

### 紐約與新澤西港務局
紐約與新澤西港務局為紐約州和新澤西州於1921年協議成立的交通管理機構，原名紐約州港務局。責任有維修、管理跨哈德遜河捷運（PATH）、荷蘭隧道及林肯隧道、喬治華盛頓大橋、甘迺迪、紐華克及拉瓜地亞機場三座機場，還有3座長途公車總站、7個碼頭及一個直升機機場。
此外，於2001年9月11日恐怖攻擊事件中倒塌的世貿中心亦為該機構所擁有。

### 国家铁路客运公司
国家铁路客运公司（美鐵）在纽约市拥有宾夕法尼亚车站以及一些铁路。

## 外部連結
- 紐約市交通管理的可持續發展-中國網 （页面存档备份，存于）
- 美國中文電話號碼網-紐約交通